# Alberto S. J. de Paula
Alberto S. J. de Paula (Lomas de Zamora, 1936 - Banfield, 2008) fue un arquitecto y doctor en historia, docente, investigador y funcionario público argentino que desarrolló sus actividades en las áreas de la historia de la arquitectura –en especial la eclesiástica y bancaria–, la historia territorial y urbana y la valoración del patrimonio arquitectónico y artístico. Discípulo y continuador de la obra del padre Guillermo Furlong Cardiff y de Mario J. Buschiazzo, ha sido Investigador Superior del CONICET (Consejo Nacional de Investigaciones Científicas y Técnicas), director del Archivo y Museos Históricos del Banco Provincia “Dr. Arturo Jauretche” y director del Instituto de Arte Americano e Investigaciones Estéticas “Mario J. Buschiazzo” de la Facultad de Arquitectura, Diseño y Urbanismo de la Universidad de Buenos Aires, entre otros cargos.

## Trayectoria
Nació en la ciudad de Lomas de Zamora (provincia de Buenos Aires) el 12 de diciembre de 1936, donde realizó sus estudios primarios y secundarios en el Colegio Nacional “Almirante Brown” de Adrogué (1954). Al año siguiente empezó a trabajar en el Banco de la Provincia de Buenos Aires de Lomas de Zamora, para hacerlo años más tarde en su Oficina Técnica y finalmente en la antigua sede del Museo del Banco. Realizó sus estudios universitarios en la Facultad de Arquitectura y Urbanismo de la Universidad de Buenos Aires, donde obtuvo su título de Arquitecto en 1972.
Hacia el año 1968 asumió como Subdirector del Museo del Banco Provincia, empezando así el trabajo de reorganización de su archivo y de la biblioteca, participando además como consultor en el proyecto de su nueva sede de la calle Sarmiento 364 (Buenos Aires), inaugurada en 1983, obra de los arquitectos Llauró, Urgel y Fazio. Llegó posteriormente a ser su Director (1984) hasta su jubilación en 1990, en el que fue designado Director Consulto del Archivos y Museo Históricos del Banco de la Provincia de Buenos Aires “Dr. Arturo Jauretche”. Participó en la preservación del casco histórico de Carmen de Patagones y la restauración general de lo que fuera la sucursal histórica del Banco de la Provincia de Buenos Aires, hoy sede del Museo Emma Nozzi. Su participación en el ámbito del Banco Provincia fue determinante en las políticas llevadas a cabo en la conservación de todo su patrimonio documental, artístico, numismático, mobiliario y arquitectónico.
En 1958, y antes de graduarse, ya participaba en las actividades del Instituto de Arte Americano e Investigaciones Estéticas (IAA), de la Facultad de Arquitectura y Urbanismo (Universidad de Buenos Aires), colaborando con quien fuera su fundador y director Mario J. Buschiazzo. Publicaría allí artículos en la revista Anales del Instituto de Arte Americano e Investigaciones Estéticas, básicamente de historia y arquitectura jesuítica y, fundamentalmente, la historia de las misiones jesuíticas guaraníes. Sus trabajos de investigación quedarían reflejados en más de 300 escritos que incluirían libros, artículos en revistas y aportes a congresos y jornadas. Fue docente de la mencionada Facultad, llegando a ganar el cargo de Profesor Titular de Historia de la Arquitectura y luego nombrad Profesor Consulto, y participó como jurado en diversos concursos docentes de varias Universidades argentinas. Defendió su tesis doctoral en el 2003 en la Universidad del Salvador sobre el tema La ciudad hispanoamericana: antecedentes, teorías y desarrollo en el Río de la Plata, calificada como “sobresaliente con recomendación de publicación”. A partir de octubre de 1992 fue director del Instituto de Arte Americano e Investigaciones Estéticas “Mario J. Buschiazzo” hasta su fallecimiento. En los años 80, sería Director del Centro de Estudios Regionales en la Universidad Nacional de Lomas de Zamora, participando también en la formación de profesionales e investigadores en la Universidad Nacional de Mar del Plata y la Universidad de Buenos Aires. Destacó también su faceta como ilustrador y cartógrafo de sus propios trabajos de investigación sobre estética de la arquitectura e historia territorial.
En mayo de 1989 ingresó al Consejo Nacional de Investigaciones Científicas y Técnicas (CONICET) como Investigador Independiente, participando en su Comisión de Arquitectura. Allí llevó adelante varias líneas de investigación, entre las que destacan Evolución arquitectónica, urbana y rural de la Cuenca del Salado bonaerense entre 1869 y 1991; Los planes de urbanización del Río de la Plata entre 1730 y 1860 o Los archivos arquitectónicos: organización, conservación e interpretación, entre otros. Su actividad en ese organismo le llevó a alcanzar el cargo de Investigador Superior en el año 2003, teniendo bajo su cargo personal de apoyo a la investigación científica y la formación de becarios e investigadores en dicho ámbito científico.
Sus investigaciones y publicaciones acerca de la historia de la arquitectura, su patrimonio artístico y cultural, le llevó a participar como asesor desde 1985 de la Comisión Nacional de Museos y de Monumentos y Lugares Históricos de la República Argentina, llegando a ser designado su Presidente en el año 2002. En 1993 fue nombrado Miembro Correspondiente por la Provincia de Buenos Aires en la Academia Nacional de la Historia de la República Argentina. Sus tareas de investigación y asesoramiento en el campo de la arquitectura eclesiástica le llevaron a ser designado en 1991 como Secretario General de la Junta Histórica Eclesiástica Argentina, en el período 1997-2006 de vicepresidente y desde 2003 hasta su muerte como su Presidente.
También participó desde 1975 en el Comité Argentino del ICOMOS (Consejo Internacional de Monumentos y Sitios), llegando a ser su vicepresidente entre 1993 y 2003; entre 2001 y 2004 vicepresidente del Subcomité Regional de Ciudades y Poblaciones Históricas para el área Iberoamericana (CIHIB) y desde 2004 hasta su fallecimiento presidente de dicho subcomité.
Ha sido uno de los cronistas del pasado histórico y monumental del lugar de su nacimiento –Lomas de Zamora-, con obras como Lomas de Zamora: desde el siglo XVI hasta la creación del Partido, 1861, junto al Arq. Ramón Gutiérrez.
Falleció el 10 de mayo de 2008 cuando ingresaba a su casa de Capello N.º 5 de Banfield (provincia de Buenos Aires). Sus restos descansan en el Cementerio Británico (ex Disidentes) de Llavallol (provincia de Buenos Aires).

## Homenajes
Años más tarde, en los diversos homenajes en su memoria, se designó al Aula Magna del Archivos y Museo Histórico del Banco Provincia de Buenos Aires como Aula "Alberto de Paula", así como la creación del Fondo Documental Alberto de Paula en una sección de dichos archivos, donde se conserva parte del acervo bibliográfico, epistolar y fotográfico que reunió a lo largo de su vida.